# Jearl Miles Clark
Jearl Atawa Miles Clark (Gainesville, 4 de setembro de 1966) é uma ex-velocista e corredora de meio-fundo norte-americana, campeã olímpica e mundial de atletismo. Competidora em quatro Jogos Olímpicos e seis Campeonatos Mundiais de Atletismo, tem 12 medalhas nos dois mais importantes torneios do esporte, especialmente no revezamento 4x400 metros, sendo seis delas de ouro.

## Carreira
Sua primeira participação num torneio global foi no Mundial de Tóquio 1991, onde conquistou uma medalha de prata no 4x400 m, mesma medalha que ganharia no ano seguinte nos Jogos Olímpicos de Barcelona. No Mundial de Stuttgart 1993, Clark foi campeã mundial nos 400 m individuais e também integrando o revezamento 4x400 m americano. No mundial seguinte, Gotemburgo 1995, ficou com o bronze nos 400 m mas repetiu a medalha de ouro nos 4x400 metros.
Conquistou sua primeira medalha de ouro olímpica no 4x400 m em Atlanta 1996, junto com as compatriotas Rochelle Stevens, Maicel Malone e Kim Graham. No ciclo olímpico seguinte, ela conquistou uma prata no 4x400 m e um bronze nos 400 m do Mundial de Atenas 1997 e uma prata no Mundial de Sevilha 1999.
Clark conseguiu sua segunda medalha de ouro olímpica em Sydney 2000, mais uma vez integrando o revezamento 4x400 m, desta vez ao lado de Monique Hennagan, Marion Jones e LaTasha Colander. Porém, em 2007, estourou um dos maiores escândalos do atletismo mundial quando Marion Jones confessou ter disputado as Olimpíadas de Sydney dopada. O Comitê Olímpico Internacional retirou todas as medalhas individuais ganhas por Jones nos 100m, 200 m e salto em distância, assim como as ganhas nos revezamentos 4x100 m e 4x400 m. Além disso, cassou as medalhas de ouro de Clark, Hannagan e Colander, também integrantes do mesmo revezamento e as de bronze das demais integrantes do revezamento 4x100 metros. Clark, Hannagan, Colander, Chryste Gaines e Torri Edwards – as duas últimas do 4x100 m – entraram na justiça contra a decisão do COI e em 2010 tiveram seu direito reconhecido de manterem as medalhas e as três primeiras o título de campeãs olímpicas por decisão do Tribunal Arbitral do Esporte.
Miles Clark conquistou sua última medalha de ouro no atletismo aos 36 anos, integrando o revezamento feminimo 4x400 m campeão mundial em Paris 2003. Além dos 400 m, ela também foi corredora de 800 metros e mantém o recorde nacional norte-americano para esta prova desde 1999 – 1:56.40 – conseguido em Zurique, Suíça. Encerrou sua participação em Jogos Olímpicos em Atenas 2004, disputando os 800 m e ficando em sexto lugar.